# American Atheists
American Atheists, que l'on peut traduire en français par « athées américains », est une organisation américaine qui cherche à défendre les libertés civiles des athées et à permettre la complète séparation des Églises et de l'État.

## Histoire
L'association est fondée en 1963 par Madalyn Murray O'Hair, à l'occasion de l'affaire Murray v. Curlett commencée en 1959 par la famille Murray dans le but de supprimer l'obligation de la prière dans les écoles publiques. Dans cette affaire, habituellement appelée Abington School District v. Schempp, avec qui elle s'était unie, la Cour suprême des États-Unis a décidé que l'obligation de la prière et de la lecture de la Bible violait la clause d'établissement de la Constitution des États-Unis.
American Atheists a réalisé de nombreuses poursuites judiciaires contre les institutions publiques qui ne respectaient pas la séparation de l'Église et de l'État. Elle comporte aujourd'hui[Quand ?] environ 2 200 membres et sympathisants. Ellen Johnson a été la présidente de ce mouvement de 1995 à 2008. Frank Zindler en est le président actuel. Le siège de l'organisation est situé à Cranford.
Le 2 novembre 2002, lors de la « marche américaine des athées sur Washington », Ellen Johnson annonce la formation du comité d'action politique des Athées américains (Godless Americans Political Action Committee, ou GAMPAC) pour présenter des candidats défendant la séparation de l'Église et de l'État aux élections politiques. Ce comité est officiellement créé le 9 mars 2004.
Le GAMPAC soutient John Kerry, un catholique, lors de l'élection présidentielle américaine de 2004, malgré le parrainage de Kerry de la thomas.loc.gov. Cette résolution du Sénat a fortement désapprouvé la décision d'une cour (cour de Neuvième Circuit au procès Newdow) qui, dans le Serment d'allégeance, jugeait inconstitutionnelle la phrase « sous Dieu ».

Symbole des athées américains.

Son symbole est le tourbillon atomique, avec un A majuscule au centre.